# Ривароне
Ривароне (італ. Rivarone, п'єм. Rivaròn) — муніципалітет в Італії, у регіоні П'ємонт,  провінція Алессандрія.
Ривароне розташоване на відстані близько 460 км на північний захід від Рима, 85 км на схід від Турина, 11 км на північний схід від Алессандрії.
Населення — 385 осіб (2014).
Щорічний фестиваль відбувається 8 вересня. 

## Демографія
Населення за роками:

Станом на 1 січня 2023 року в муніципалітеті офіційно проживало 60 іноземців з 5 країн, серед них 57 громадян країн Євросоюзу.

## Сусідні муніципалітети
- Аллувьоні-Камбіо
- Бассіньяна
- Монтекастелло
- Пьовера